# Axiopoeniella lasti
Axiopoeniella lasti là một loài bướm đêm thuộc phân họ Arctiinae, họ Erebidae.